# Joel Wright
Joel Dwayne Wright (Brooklyn, 14 gennaio 1990) è un cestista statunitense con cittadinanza giamaicana.